# بين إليس (لاعب دوري الرغبي)
بين إليس (بالإنجليزية: Ben Ellis)‏ هو لاعب دوري الرغبي نيوزيلندي، ولد في 14 سبتمبر 1982 في Tūrangi ‏ في نيوزيلندا.